# Neverland (minissérie)
Neverland (bra: Terra do Nunca) é uma minissérie do Reino Unido, que gira em torno da personagem Peter Pan e sua vida antes de ser um mágico jovem. Seus gêneros são fantasia e aventura. Sua primeira transmissão foi em 4 de dezembro de 2011 e sua última transmissão em 5 de dezembro de 2011. Protagonizada por Rhys Ifans, Anna Fiel, Q'orianka Kilcher e Charlie Rowe.

## Resumo
Criado nas ruas de Londres, o órfão Peter e seus amigos sobrevivem a esta vida. Agora, têm sido detidos por seu mentor Jimmy Hook para arrebatar um valor incalculável, que alguns creem, o tesouro mágico que os transporta a outro mundo. Neverland é um reino de selvas brancas e mistérios legendários da eterna juventude, onde os amigos e inimigos desconhecidos dão as boas-vindas a novos colegas com tanto entusiasmo e temor. Estes grupos incluem uma banda de piratas do século 18 dirigido pela malvada Elizabeth Bonny e a tribo nativa americana conduzida por um homem santo, que tem protegido o segredo dos espíritos das árvores de Bonny e sua banda para as idades, e por isso há uma guerra entre as duas bandas. Mas à medida que recorre a luta para salvar este mundo estranho e belo converte em vital, Hook, Peter, e os garotos consideram que envelhecer em algum lugar no tempo poderia ser menos importante que crescer, aqui em sua nova casa chamada Neverland.

## Elenco
- Rhys Ifans - James Hook
- Anna Friel - Capitã Elizabeth Bonny
- Charles Dance - Professor Fludd
- Q'orianka Kilcher - Aaya
- Charlie Rowe - Peter
- Bob Hoskins - Smee
- Keira Knightley - Tinker Bell/Sininho (Voz)
- Raoul Trujillo - Holy Man
- George Aguilar - Kaw Chief

## Recepção
Nos Estados Unidos, a primeira parte foi vista por 2,585 milhões de telespectadores, e a segunda parte, 2,094 milhões.